# Grézillé
Grézillé är en kommun i departementet Maine-et-Loire i regionen Pays de la Loire i nordvästra Frankrike. Kommunen ligger i kantonen Gennes som tillhör arrondissementet Saumur. År 2018 hade Grézillé 629 invånare.

## Befolkningsutveckling
Antalet invånare i kommunen Grézillé
| Referens: INSEE |